# جودا پی. بنجامین
جودا پی. بنجامین (به انگلیسی: Judah P. Benjamin) سناتور سابق عضو حزب ویگ بود. وی در سال ۱۸۵۳ تا ۱۸۵۶ و ۱۸۵۶ تا ۱۸۶۱ میلادی سناتور ایالت لوئیزیانا در سنای ایالات متحده آمریکا بود.